# Гвинтова лінія
Гвинтова лінія — тип тривимірної лінії. Типовими прикладами є форма різьби на гвинті, гвинтових сходів, пружини. Така ж форма зустрічається у природі. 

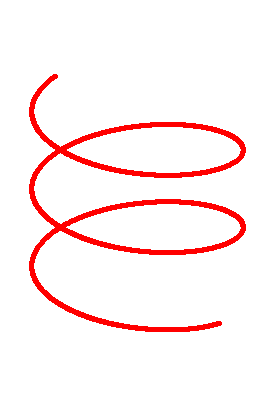
Гвинтова лінія

Зазвичай гвинтова лінія поділяється на два типи: циліндричну та конічну, хоча циліндрична гвинтова лінія може бути уявлена як окремий випадок конічної гвинтової лінії із нескінченно віддаленою вершиною. В декартовій системі координат циліндрична гвинтова лінія визначається параметричною формулою:
{\displaystyle x=a\cos(t),\,}
{\displaystyle y=a\sin(t),\,}
{\displaystyle z=bt.\,}

## Крок спіралі
При зміні параметру t на 2π значення координат x і y не змінюється. Тобто за «час» 2π проєкція точки, яка рухається вздовж гвинтової лінії, на площину xy повертається до свого початкового положення. При цьому третя координата z змінюється на 2πb. Величина
{\displaystyle h=2\pi b\;}
називається кроком гвинтової лінії — або кроком спіралі (цей термін використовується в фізиці частіше).

## Конічна гвинтова лінія
Конічна гвинтова лінія визначається як:
{\displaystyle x=at\cos(t),\,}
{\displaystyle y=at\sin(t),\,}
{\displaystyle z=bt.\,}